# Still Alive: The Remixes
Still Alive: The Remixes — ремиксовый альбом, который включает в себя оригинал и различные ремиксы песни «Still Alive» (рус. Всё ещё жива), шведской поп-рок певицы Лизой Мисковски, выпущен компанией Artwerk 11 ноября 2008 года, одновременно с североамериканской датой выпуска компьютерной игры Mirror's Edge в жанре action-adventure, которая была разработана шведской компанией EA Digital Illusions CE (DICE) и в которой песня «Still Alive» является центральной музыкальной темой. Альбом «Still Alive: The Remixes» и его основная композиция никак не связаны с песней «Still Alive», которая является основной музыкальной композицией игры Portal 2007 года выпуска.

## Об альбоме
Песня «Still Alive» была задумана, создана и записана эксклюзивно для игры Mirror's Edge. В 2007 году разработчик этой игры EA Digital Illusions CE предложил знаменитым композиторам Арнтору Бёргиссону (англ. Arnthor Birgisson) и Рами Якубу (англ. Rami Yacoub) из Maratone Studios, которые до этого писали музыку для Энрике Иглесиаса, Бритни Спирс, Pink, Шэйна Уарда, Westlife и других, написать главную музыкальную тему для игры Mirror’s Edge. При этом из материалов по игре композиторы получили только краткое описание сюжета и несколько концепт-артов. Работу композиторов курировал звукорежиссёр DICE Магнус Вальтерштад (англ. Magnus Walterstad). После того, как музыка для песни была написана, начался поиск подходящего вокала, в итоге выбор пал на шведскую поп-рок певицу Лизу Мисковски.
Песня и несколько её ремиксов были показаны на нескольких предварительных демонстрациях игры, впервые появившись тизер-трейлере, выпущенном 6 мая 2008 года. В ноябре 2008 года был записан музыкальный видеоклип по песне «Still Alive», который исполняла Мисковски. Клип был снят Мэтью Ставски (англ. Matthew Stawski) в Лос-Анджелесе, Калифорния.

## Оценки критиков
Альбом «Still Alive: The Remixes» получил некоторые благосклонные обзоры. Делая обзор альбома для сайта IGN, Спенс Эбботт (англ. Spence Abbott) похвалил несколько ремиксов, говоря, что каждый ремиксер «оставил свой собственный уникальный штамп на материале, улучшая его так, как считал целесообразным». Однако он также указывает на то, что все ремиксы так или иначе, но переделывают одну-единственную песню.

## Рейтинг в чартах
Спустя неделю после выпуска «Still Alive: The Remixes», его основная песня попала в шведский национальный хит-парад музыкальных синглов Sverigetopplistan. Она достигла 29 места и оставалась в чарте на протяжении трёх недель.
| Чарты (2008)          | Пиковая позиция |
| --------------------- | --------------- |
| Swedish Singles Chart | 29              |

## Список композиций
Было выпущено три версии альбома «Still Alive: The Remixes»: стандартный альбом, промоальбом и североамериканскую версию альбома, которая содержала четыре дополнительных ремикса сингла «Still Alive». Промоальбом доступен для загрузки и размещён на бонусном диске, который поставляется вместе с PC-версией игры. Другие версии альбома доступны в различных форматах, включая 12-дюймовые грампластинки и компакт-диски, а также доступны для загрузки через различных онлайновых розничных продавцов, включая iTunes, eMusic и Amazon.

### Стандартный выпуск
| №                   | Название                                                  | Remixer             | Длительность |
| ------------------- | --------------------------------------------------------- | ------------------- | ------------ |
| 1.                  | «Still Alive (The Theme from Mirror's Edge)» (radio edit) |                     | 3:38         |
| 2.                  | «Still Alive» (Benny Benassi mix radio edit)              | Benny Benassi       | 3:42         |
| 3.                  | «Still Alive» (Armand Van Helden mix)                     | Armand Van Helden   | 5:25         |
| 4.                  | «Still Alive» (Paul van Dyk mix short version)            | Paul van Dyk        | 6:48         |
| 5.                  | «Still Alive» (Benny Benassi mix)                         | Benny Benassi       | 8:26         |
| 6.                  | «Still Alive» (Junkie XL mix)                             | Junkie XL           | 4:38         |
| 7.                  | «Still Alive» (Teddybears mix)                            | Teddybears          | 4:37         |
| Общая длительность: | Общая длительность:                                       | Общая длительность: | 37:14        |

### Североамериканский выпуск
| №                   | Название                                                     | Remixer             | Длительность |
| ------------------- | ------------------------------------------------------------ | ------------------- | ------------ |
| 1.                  | «Still Alive (The Theme from Mirror's Edge)» (radio edit)    |                     | 3:38         |
| 2.                  | «Still Alive» (Benny Benassi mix radio edit)                 | Benny Benassi       | 3:42         |
| 3.                  | «Still Alive» (Paul van Dyk mix radio edit)                  | Paul van Dyk        | 3:39         |
| 4.                  | «Still Alive» (Armand Van Helden mix)                        | Armand Van Helden   | 5:25         |
| 5.                  | «Still Alive» (Benny Benassi mix)                            | Benny Benassi       | 8:26         |
| 6.                  | «Still Alive» (Junkie XL mix)                                | Junkie XL           | 4:38         |
| 7.                  | «Still Alive» (Teddybears mix)                               | Teddybears          | 4:37         |
| 8.                  | «Still Alive» (Paul van Dyk mix)                             | Paul van Dyk        | 9:34         |
| 9.                  | «Still Alive (The Theme from Mirror's Edge)»                 |                     | 4:18         |
| 10.                 | «Still Alive» (Paul van Dyk mix short version)               | Paul van Dyk        | 6:48         |
| 11.                 | «Still Alive (The Theme from Mirror's Edge)» (US radio edit) |                     | 3:41         |
| Общая длительность: | Общая длительность:                                          | Общая длительность: | 58:26        |

### Промовыпуск
| №                   | Название                                     | Remixer             | Длительность |
| ------------------- | -------------------------------------------- | ------------------- | ------------ |
| 1.                  | «Still Alive (The Theme from Mirror's Edge)» |                     | 4:21         |
| 2.                  | «Still Alive» (Benny Benassi mix)            | Benny Benassi       | 8:29         |
| 3.                  | «Still Alive» (Junkie XL mix)                | Junkie XL           | 4:40         |
| 4.                  | «Still Alive» (Paul van Dyk mix)             | Paul van Dyk        | 9:37         |
| 5.                  | «Still Alive» (Teddybears mix)               | Teddybears          | 4:40         |
| 6.                  | «Still Alive» (Armand Van Helden mix)        | Armand Van Helden   | 5:23         |
| Общая длительность: | Общая длительность:                          | Общая длительность: | 37:10        |

## Над альбомом работали
Следующие люди работали над альбомом «Still Alive: The Remixes».
- Лиза Мисковски (англ. Lisa Miskovsky) — вокал
- Арнтор Бёргиссон (англ. Arnthor Birgisson) — автор слов песни, музыкальный продюсер
- Рами Якуб (англ. Rami Yacoub) — автор слов песни, музыкальный продюсер
- Benny Benassi — ремикс
- Paul van Dyk — ремикс
- Armand Van Helden — ремикс
- Junkie XL — ремикс
- Teddybears — ремикс